# Per Krøldrup
Per Billeskov Krøldrup (Farsø, 31. srpnja 1979.) je danski bivši nogometaš i nekadašnji nacionalni reprezentativac. 

## Karijera

### Klupska karijera
Krøldrup je nogometnu karijeru započeo u niželigašu Aalborg Changu dok je u B.93 igrao u juniorskoj i seniorskoj momčadi. 2001. godine kupuje ga talijanski Udinese za koji je nastupao četiri sezone.
U lipnju 2005. igrača kupuje engleski premijerligaš Everton za pet milijuna GBP. Prije nego što je uopće debitirao za novi klub, Krøldrup se teško ozlijedio zbog čega je podvrgnut operaciji. Prvu utakmicu za Everton odigrao je u 4:0 porazu od Aston Ville a to mu je ujedno bila i posljednja prvenstvena utakmica u dresu kluba iz Liverpoola. Njegov transfer smatra se jednim od najgorih u klubu i Otoku općenito a razlog tome bila je u tome što se igrač nije uspio adaptirati na engleski stil igre.
Nakon jedne sezone u Engleskoj, Per Krøldrup se vraća u Italiju gdje potpisuje za Fiorentinu. Poslije izbivanja "skandala calciopolli", Fiorentina je u srpnju 2006. kažnjena izbacivanjem u Serie B. Zbog toga su igrači htjeli napustiti klub (uključujući i Krøldrupa) ali je Fiorentina uspjela apelirati Talijanski nogometni savez koji je promijenio odluku te je zadržao klub u Serie A, zbog čega Viole nisu ostale bez igrača. Danski nogometaš je za klub debitirao 12. kolovoza 2008. u utakmici Lige prvaka protiv Slavije Prag koju je Fiorentina dobila s 2:0.
Klub je igraču 2010. produljio ugovor na dvije godine a njegovim istekom 2012. Krøldrup napušta Fiorentinu te je jedno vrijeme bio bez klupskog angažmana.
U veljači 2013. potpisao je kratkoročni ugovor s Pescarom.

### Reprezentativna karijera
Krøldrup je u Udineseu igrao sa sunarodnjakom Martinom Jørgensenom koji je još u ožujku 2002. tvrdio da je Per dovoljno dobar za dansku reprezentaciju. Međutim, Krøldrup je za Dansku debitirao tek u veljači 2004. u prijateljskom susretu protiv Turske. Od većih turnira, s nacionalnom momčadi je nastupio na EURU 2004. te Svjetskom prvenstvu 2010.
Svoju posljednju utakmicu za Dansku odigrao je 12. listopada 2010. protiv Cipra.